# 게리 하버마스
게리 하버마스(Gary Robert Habermas)는 미국의 복음주의 기독교 변증론자이자 역사가, 종교 철학자이다. 예수의 부활을 주제로 많은 글을 쓰고 강의하며 토론을 하는 사람이다.
그는 버지니아주 린치버그의 리버티 대학교의 철학, 신학 부서의 의장이자 철학, 변증학 교수이다. 그는 1976년에 역사학을 전공하여 미시간 주립 대학교에서 박사 학위를 받았으며 1973년에 철학 신학으로 디트로이트 대학교에서 석사 학위를 받았다.

## 저서
저서로는 기독교 변증론과 그리스도인의 삶에 관한 22여 권의 책이 있다.
- 「기적」(Miracles)
- Resurrected? : An Atheist and Theist Dialogue, 2005
- with Licona, Michael 「예수의 부활」(The Case for the Resurrection of Jesus), Kregel, 2004
- with Moreland, J.P. 「죽음 저편」(Beyond Death: Exploring the Evidence for Immortality), 2004
- The Risen Jesus & Future Hope, 2003
- The Historical Jesus: Ancient Evidence for the Life of Christ (College Press: Joplin, MI 1996).
- Ancient Evidence for the Life of Jesus: Historical Records of His Death and Resurrection
- Dealing With Doubt
- 의심 (믿음의 또 다른 얼굴) (The Thomas Factor: Using Your Doubts to Draw Closer to God)
- Gary R. Habermas and Antony G. N. Flew, 「예수께서 정말 죽은 자 가운데서 부활하셨는가?(Did Jesus Rise From the Dead?), ed. Terry L. Miethe (San Francisco: Harper & Row, 1987; Eugene, OR: Wipf and Stock, 2003).

## 같이 보기
- 기독교 변증론
- 예수의 부활